# Католицька церква в Словаччині
Като́лицька це́рква в Слова́ччині — найбільша християнська конфесія Словаччини. Складова всесвітньої Католицької церкви, яку очолює на Землі римський папа. Керується конференцією єпископів. Станом на 2004 рік у країні нараховувалося близько 3 942 000 католиків (73,07% від усього населення). Існувало 9 діоцезій, які об'єднували 1507 церковних парафій.  Кількість  священиків — 2628 (з них представники секулярного духовенства — 2037, члени чернечих організацій — 591), постійних дияконів — 20, монахів — 996, монахинь — 3018.

## Діоцезії
Станом на 2001 рік налічує понад 3,7 млн вірних латинського обряду, що становить 68,93 % населення країни, а також близько 220 тисяч вірних східного обряду (4,09 % населення країни).
Станом на 2008 рік римо-католицька церква територіально поділена на дві митрополії - Братиславську, що складається з п'яти дієцезій та Кошицьку, що складається з трьох дієцезій. Словацька греко-католицька церква представлена пряшівською митрополією, окрім пряшівської архієрпархії вона включає також кошицьку та братиславську єпархії.